# Campionati del mondo di atletica leggera indoor 1995 - 400 metri piani femminili
I 400 metri piani si sono tenuti il 10, l'11 e il 12 marzo 1995 presso lo stadio Palau Sant Jordi di Barcellona.

## Risultati

### Batterie
Qualificazione: le prime due di ogni batteria (Q) e i 4 seguenti migliori tempi (q) vanno alle semifinali.

#### Batteria 1
Venerdì 10 marzo 1995
| Posizione | Corsia | Nome               | Nazionalità | Tempo | Note                          |
| --------- | ------ | ------------------ | ----------- | ----- | ----------------------------- |
| 1         | -      | Jearl Miles        | Stati Uniti | 52"48 | Q                             |
| 2         | -      | Marie-Louise Bévis | Francia     | 52"79 | Q,                            |
| 3         | -      | Tatyana Chebykina  | Russia      | 52"84 | q                             |
| 4         | -      | Yolanda Reyes      | Spagna      | 53"56 | Miglior prestazione personale |
| 5         | -      | Zhang Hengyun      | Cina        | 54"27 |                               |

#### Batteria 2
| Posizione | Corsia | Nome              | Nazionalità | Tempo | Note |
| --------- | ------ | ----------------- | ----------- | ----- | ---- |
| 1         | -      | Magdalena Nedelcu | Romania     | 53"10 | Q    |
| 2         | -      | Sandie Richards   | Giamaica    | 53"14 | Q    |
| 3         | -      | Sandra Myers      | Spagna      | 53"22 | q    |
| 4         | -      | Melanie Neef      | Regno Unito | 53"34 |      |
| 5         | -      | Chunying Cao      | Cina        | 55"32 |      |

#### Batteria 3
| Posizione | Corsia | Nome                | Nazionalità | Tempo | Note |
| --------- | ------ | ------------------- | ----------- | ----- | ---- |
| 1         | -      | Irina Privalova     | Russia      | 52"78 | Q    |
| 2         | -      | Kim Graham          | Stati Uniti | 53"23 | Q    |
| 3         | -      | Naděžda Koštovalová | Rep. Ceca   | 53"33 | q    |
| 4         | -      | Linda Kisabaka      | Germania    | 53"68 |      |
| 5         | -      | Susan Earnshaw      | Regno Unito | 53"85 |      |

#### Batteria 4
| Posizione | Corsia | Nome                | Nazionalità | Tempo | Note |
| --------- | ------ | ------------------- | ----------- | ----- | ---- |
| 1         | -      | Daniela Georgieva   | Bulgaria    | 52"67 | Q    |
| 2         | -      | Deon Hemmings       | Giamaica    | 52"91 | Q    |
| 3         | -      | Helena Dziurová     | Rep. Ceca   | 53"05 | q    |
| 4         | -      | Theodora Kyriakou   | Cipro       | 53"46 |      |
| 5         | -      | Myadagmaa Otgontuya | Mongolia    | dns   |      |

### Semifinali
Qualificazione: le prime tre di ogni semifinale (Q) vanno in finale.

#### Semifinale 1
Sabato 11 marzo 1995
| Posizione | Corsia | Nome              | Nazionalità | Tempo | Note |
| --------- | ------ | ----------------- | ----------- | ----- | ---- |
| 1         | -      | Irina Privalova   | Russia      | 51"82 | Q    |
| 2         | -      | Daniela Georgieva | Bulgaria    | 52"34 | Q    |
| 3         | -      | Deon Hemmings     | Giamaica    | 52"77 | Q,   |
| 4         | -      | Helena Dziurová   | Rep. Ceca   | 53"18 |      |
| 5         | -      | Kim Graham        | Stati Uniti | 53"46 |      |
| 6         | -      | Sandra Myers      | Spagna      | 53"75 |      |

#### Semifinale 2
| Posizione | Corsia | Nome                | Nazionalità | Tempo | Note |
| --------- | ------ | ------------------- | ----------- | ----- | ---- |
| 1         | -      | Sandie Richards     | Giamaica    | 52"56 | Q    |
| 2         | -      | Jearl Miles         | Stati Uniti | 52"61 | Q    |
| 3         | -      | Marie-Louise Bévis  | Francia     | 52"85 | Q    |
| 4         | -      | Tatyana Chebykina   | Russia      | 53"13 |      |
| 5         | -      | Magdalena Nedelcu   | Romania     | 53"17 |      |
| 6         | -      | Naděžda Koštovalová | Rep. Ceca   | 53"38 |      |

### Finale
| Record mondiale       | Jarmila Kratochvílová | 49"59 | Milano   | 7 marzo 1982  |
| Record dei Campionati | Diane Dixon           | 50"64 | Siviglia | 10 marzo 1991 |
| Capolista stagionale  | Jearl Miles           | 50"99 | Atlanta  | 4 marzo 1995  |

Domenica 12 marzo 1995, ore 18:20.
| Pos.    | Corsia | Atleta             | Età | Nazione     | Tempo | Note                          |
| ------- | ------ | ------------------ | --- | ----------- | ----- | ----------------------------- |
| Oro     | -      | Irina Privalova    | 26  | Russia      | 50"23 | Record dei campionati         |
| Argento | -      | Sandie Richards    | 26  | Giamaica    | 51"38 |                               |
| Bronzo  | -      | Daniela Georgieva  | 25  | Bulgaria    | 51"78 |                               |
| 4       | -      | Deon Hemmings      | 26  | Giamaica    | 52"01 | Miglior prestazione personale |
| 5       | -      | Jearl Miles        | 28  | Stati Uniti | 52"01 |                               |
| 6       | -      | Marie-Louise Bévis | 22  | Francia     | 53"27 |                               |